# 菊池武雄
菊池 武雄（きくち たけお、1917年8月11日 – 1974年10月24日 ）は、日本の歴史学者。専門は日本中世史。

## 略歴
東京都出身。1938年に國學院大學に入学し、1939年度には西岡虎之助が担当した科目「国史学」を履修。1941年3月に卒業。卒業論文は「吉野朝時代公家社会世相と洞院公賢」。同年6月東京帝国大学史料編纂所に入所。その後、兵役に就き、シベリア抑留を経て、1947年11月復員。1948年1月に史料編纂所に復帰し、1956年に助手、1968年に助教授、1974年に教授となる。古文書部に属し、東大寺文書の編纂を担当した。
1953年発表の論文『戦国大名の権力構造－遠州蒲御厨を中心として－』は、永原慶二によって「戦後新たに出発した戦国大名研究の起点に位置付けられる労作」と評価されている。

## 論文等
- 菊池武雄（著）、歴史学研究会（編）「戦国大名の権力構造－遠州蒲御厨を中心として－」『歴史学研究』第166号、岩波書店、1953年、1-17頁、NAID 40003820027。
- 菊池武雄「平氏受領表」『世界歴史事典』 22巻、平凡社、1955年、159-162頁。NCID BN0165224X。
- 菊池武雄「建武政府國司守護表に就いて」『世界歴史事典』 22巻、平凡社、1955年、195-202頁。NCID BN0165224X。
- 菊池武雄「日本の「告書」に就いて」1974年、NAID 110000275346。（『東京大学史料編纂所報』第13号、1978年、19-29頁、NCID AN00162338。）